# Maria Kristina av Bägge Sicilierna (1779–1849)

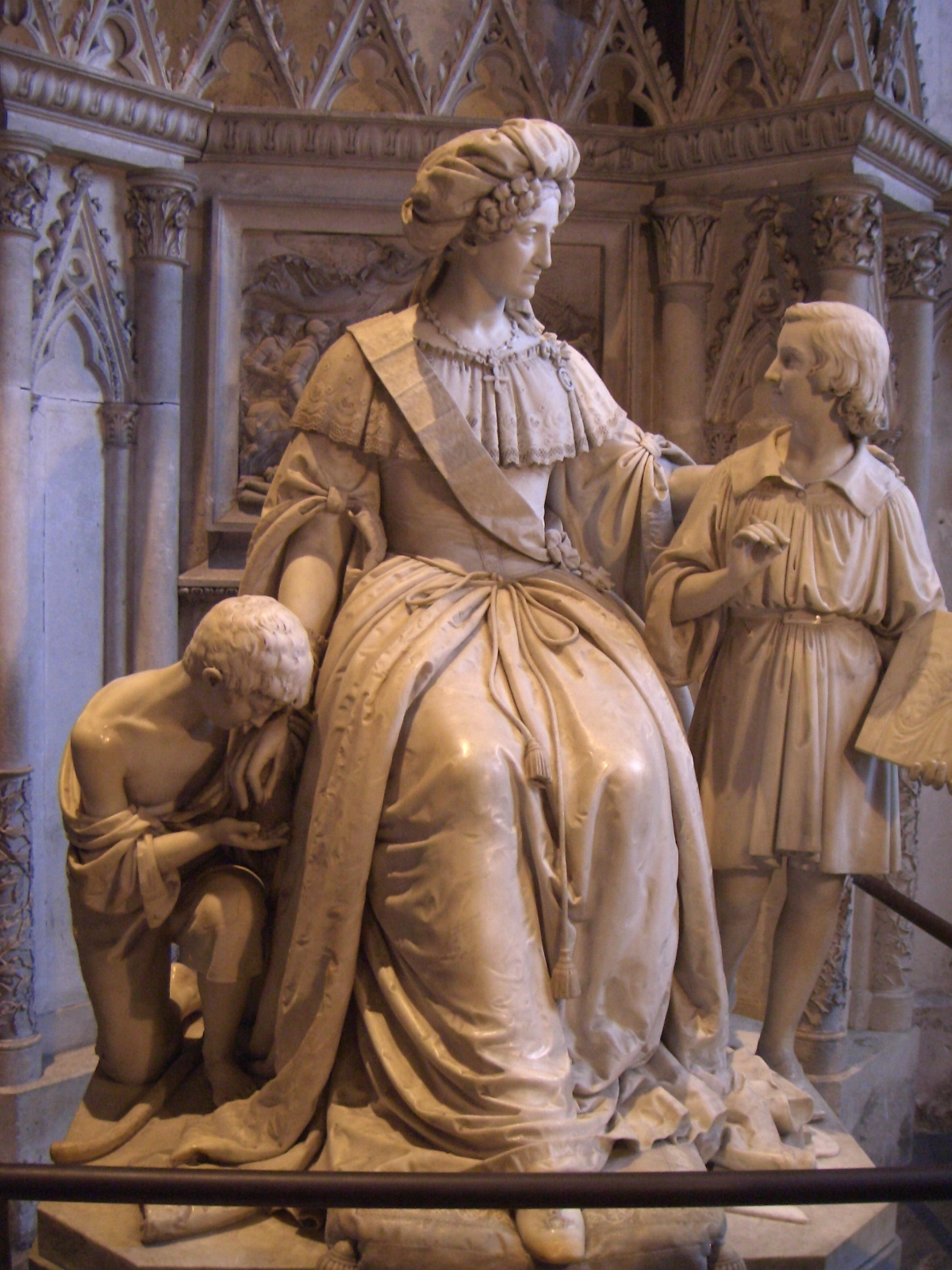
Maria Kristina av Neapel och Sicilien.

Maria Kristina av Neapel och Sicilien, född 17 januari 1779, död 11 mars 1849, var en drottning av Sardinien. Hon var dotter till kung Ferdinand I av Bägge Sicilierna och Maria Karolina av Österrike. Hon gifte sig 6 april 1807 i Palermo med den senare kung Karl Felix av Sardinien.

## Biografi
Maria Kristinas make tillträdde tronen efter sin brors abdikation år 1821.
Maria Kristina intresserade sig för konst och antikviteter, och gav arkitekten och arkeologen Luigi Canina i uppdrag att genomföra en rad utgrävningar på Tusculum för att "hitta objekt från den antika konsten till förmån för modern konst." 
Paret tillbringade somrarna på Villa Rufinella på Frascati, där hon från 1825 finansierade de arkeologiska utgrävningarna av Tusculum utförda av Luigi Biondi; utgrävningen ägde rum med påvens tillstånd från 1839. 
Maria Kristina blev änka 1831. Hon tillbringade sedan en lång tid i Neapel. 